# Kościół św. Mikołaja w Chełmży

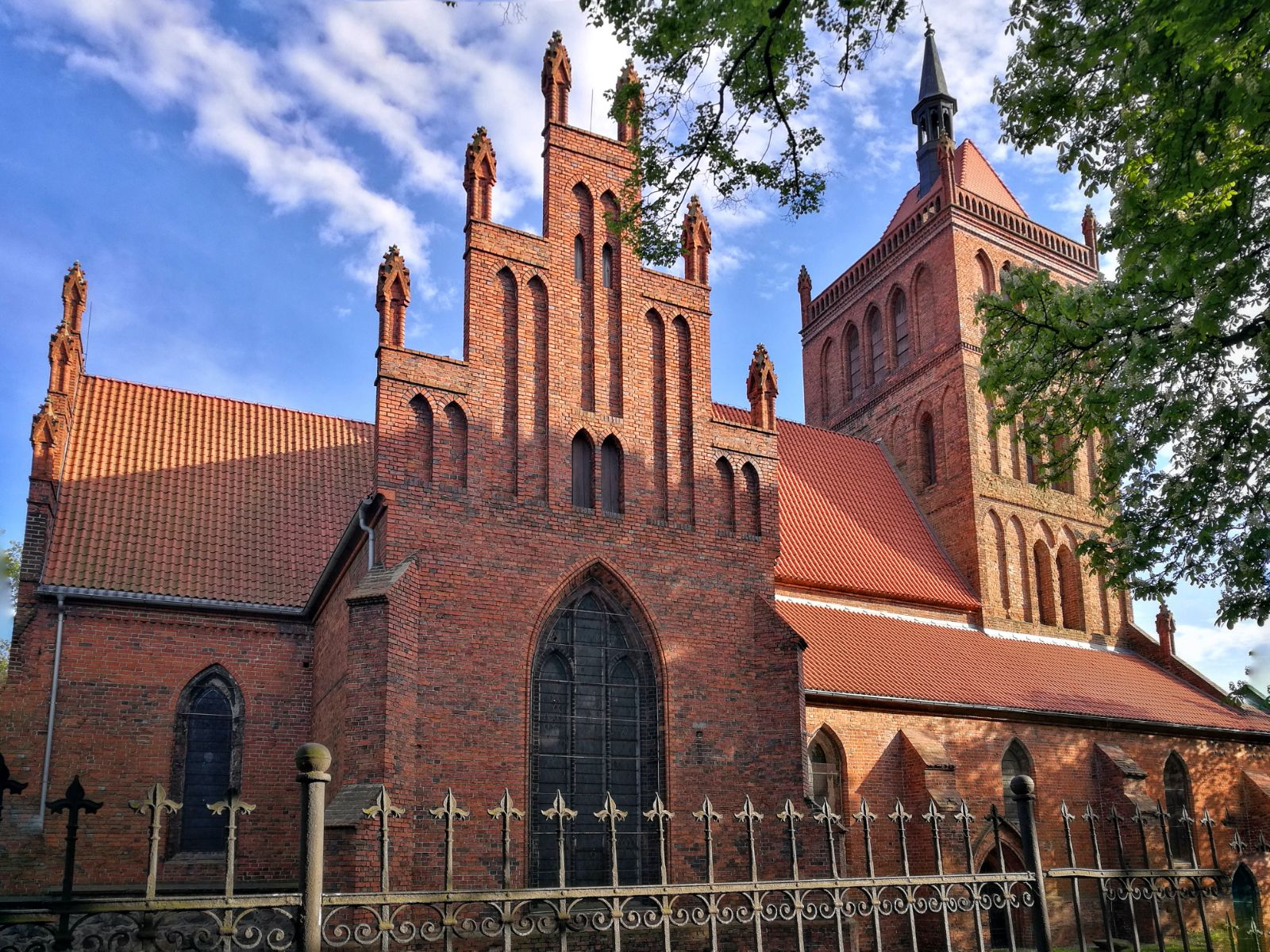
Kościół św. Mikołaja w Chełmży

Kościół św. Mikołaja w Chełmży – gotycki kościół z 2. poł. XIII-pocz. XIV w., odbudowany po 1422 roku i przebudowany w XIX w. z dodaniem elementów neogotyckich. Pierwotnie kościół parafialny (fara) i cmentarny dla Chełmży. W latach 1827–1945 kościół ewangelicki, po 1945 roku początkowo kościół szkolny, w latach 1950-53 przejściowo kościół parafialny, a obecnie kościół filialny w parafii św. Mikołaja. Zlokalizowany jest w obrębie miasta lokacyjnego, na południowy zachód od Rynku i od katedry, między ulicami Sądową i Strzelecką.

## Historia
Parafia i kościół św. Mikołaja, wówczas jako budynek drewniany, zaistniały już prawdopodobnie w połowie XI w., czego świadectwem jest podporządkowanie go katedrze w akcie erekcyjnym katedry z 1248 roku. W 1264 roku biskup chełmiński Fryderyk von Hausen uposażył parafię w 12 łanów ziemi.
Obecny kościół wzniesiono w trzech fazach. Budowa trwała prawdopodobnie od ok. 1264 roku do pocz. XIV w. Powstała trójnawowa świątynia z prostokątnym prezbiterium i wieżą od zachodu, wtopioną w dolnej części w korpus. Do prezbiterium przylegała nieistniejąca już kaplicą św. Wawrzyńca, później pw. św. Huberta. W 1422 roku, w wyniku najazdu polsko-litewskiego w trakcie wojny golubskiej, kościół uległ spaleniu. Zawaliły się wówczas sklepienia w korpusie. Przy ich odbudowie zamurowany okna w nawie głównej. W 1824 roku kościół został zakupiony przez Króla Prus i 24 sierpnia 1827 roku przekazany miejscowej gminie ewangelickiej. W tym samym roku kościołem parafialnym stała się dawna katedra, a siedzibę diecezji przeniesiono do Pelplina.
W latach 1848–1858 podwyższono wieżę o jedną kondygnację, rozbierając wcześniejszy smukły hełm. W 1858 roku przystąpiono do gruntownej przebudowy i rozbudowy na potrzeby gminy ewangelickiej. Wnętrze otynkowano, do korpusu dobudowano transept, a wschodni szczyt prezbiterium wymurowano na nowo. W 1897 roku teren kościoła otoczono murowanym ogrodzeniem, w tym samym roku sporządzono projekt kruchty zachodniej, który zrealizowano dopiero w 1906 roku.
Po 1945 roku kościół został przejęty przez parafię katolicką i początkowo pełnił rolę kościoła szkolnego. W latach 1950–1953, w związku z pożarem i odbudową kościoła pokatedralnego pełnił tymczasowo rolę kościoła parafialnego. Po 1953 roku stał się kościołem filialnym w parafii św. Mikołaja, której głównym kościołem jest konkatedra Trójcy Św.

## Architektura
Jest to trójnawowy gotycki kościół z neogotyckim transeptem i masywną wieżą od strony zachodniej. Budynek jest murowany z cegły w wątku wendyjskim, z użyciem kamienia polnego w dolnych częściach ścian. Prezbiterium jest przekryte sklepieniem krzyżowo-żebrowym z początku XIV wieku, natomiast nawy nakryte są drewnianymi stropami belkowymi.

## Wyposażenie
24 września 1827 roku na podstawie wcześniejszego dekretu królewskiego kościół św. Mikołaja stał się zborem ewangelickim. Z dotychczasowego wyposażenia protestanci zachowali pochodzący z 1612 roku ołtarz główny z Matką Boską w otoczeniu św. Barbary i św. Katarzyny oraz obrazem z hołdem Trzech Króli, a także ambony, organy i 3 dzwony z wieży. Pozostałą część wyposażenia, w tym siedem ołtarzy bocznych, pozwolono zabrać katolikom i zostały one rozproszone po innych świątyniach.
Po zakończeniu II wojny światowej świątynia została przejęta przez Kościół rzymskokatolicki. Z chełmżyńskiej katedry przeniesiono wówczas do kościoła cztery XVIII-wieczne ołtarze, które ustawiono przy filarach międzynawowych: ołtarz św. Stanisława Kostki i św. Antoniego, ołtarz ze św. Rochem w części nastawy, ołtarz z obrazem św. Trójcy i ołtarz z wizerunkiem św. Barbary ozdobionym trybowaną, rokokową sukienką.
W kościele znajdują się zamontowane w 1905 roku organy, wykonane przez Orgelbauanstalt A. Terletzki – Ed. Wittek z Elbląga.